# Phyllodactylus darwini
Phyllodactylus darwini este o specie de șopârle din genul Phyllodactylus, familia Gekkonidae, descrisă de William Randolph Taylor în anul 1942. Conform Catalogue of Life specia Phyllodactylus darwini nu are subspecii cunoscute.